# Dumitru Prunariu
Dumitru-Dorin Prunariu (pronunciat en romanès: [duˈmitru doˈrin pruˈnarju] (nascut el 27 de setembre de 1952) és un cosmonauta romanès. Va volar a l'espai a bord de la nau Soiuz 40 i el laboratori espacial Salyut 6. Va fer equip amb el cosmonauta soviètic Leonid Popov. La tripulació de suport estava formada pel cosmonauta candidat romanès Dumitru Dediu i el cosmonauta soviètic Yuri Romanenko.

## Biografia

### Primers anys de vida i carrera
Nascut el 27 de setembre de 1952 a Brașov, Romania, Dumitru-Dorin Prunariu es va graduar el 1971 a l'escola secundària de Física i Matemàtiques de Brașov i el 1976 a la Universitat Politècnica de Bucarest, obtenint el títol d'Enginyeria Aeroespacial.
Prunariu va treballar com a enginyer diplomat a Industria Aeronautică Română, una instal·lació de la indústria aeronàutica, abans de matricular-se a l'Escola de Formació d'Oficials de la Força Aèria de Romania el 1977.
Va ser seleccionat per a la formació de vols espacials el 1978 com a part del Programa Intercosmos. Després d'haver obtingut les notes més altes durant tres anys de preparació, va ser seleccionat per a un vol espacial conjunt amb el cosmonauta rus Leonid Popov. El maig de 1981 van completar una missió espacial de vuit dies a bord de la Soiuz 40 i el laboratori espacial Salyut 6 on van completar experiments científics en els camps de l'astrofísica, la radiació espacial, la tecnologia espacial, la medicina espacial i la biologia.
Prunariu és el 103è ésser humà que va volar a l'espai.

### Carrera després d'Intercosmos

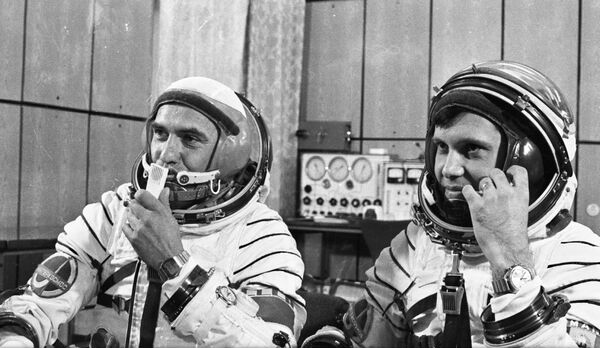
Prunariu i Popov, Soyuz 40, 14 de maig de 1981.

Des de 1978 Prunariu era un oficial actiu de la Força Aèria Romanesa. Durant diferents períodes Prunariu va estar desvinculat dins d'altres ministeris per exercir funcions civils. L'any 2007 es va retirar completament de l'Exèrcit de l'Aire amb el grau de general de divisió militar, continuant la seva activitat professional com a funcionari. A finals de 2015, per decret del president de Romania, Prunariu va rebre la 3a estrella, convertint-se en tinent general (ret.).
El gener de 1990 Prunariu va ser assignat al càrrec de viceministre del Ministeri de Transports i cap del Departament d'Aviació Civil de Romania, exercint aquest càrrec durant 1,5 anys. El 1991 Prunariu es va graduar a l'Institut Internacional de Formació en Gestió de l'Aviació (IAMTI/IIFGA) situat a Mont-real, Canadà, sent després de 1989 el primer romanès que va realitzar una formació de dos mesos per a directius superiors d'institucions d'aviació civil.
Entre 1992 i 1993 Prunariu va ser co-líder del Projecte del Banc Mundial sobre la reorganització del sistema d'educació superior i recerca a Romania.
Des de 1995 Prunariu és el vicepresident de l'Institut Internacional per a la Gestió del Risc, la Seguretat i la Comunicació (EURISC), Bucarest. Entre 1998 i 2004 Prunariu va ser el president de l'Agència Espacial Romanesa, i des de l'any 2000 professor associat de geopolítica a la Facultat d'Economia i Negocis Internacionals, Acadèmia d'Estudis Econòmics, Bucarest, Romania. Durant gairebé dos anys, a partir del maig de 2004, va ser l'Ambaixador Extraordinari i Plenipotenciari d'itinerari de Romania a la Federació Russa.
El 2002 Prunariu va ser elegit President del Subcomitè Científic i Tècnic del COPUOS de les Nacions Unides durant el període febrer de 2004 – febrer de 2006, i el 2009 va ser elegit President del COPUOS de les Nacions Unides per al període de juny de 2010 a juny de 2012, aconseguint amb èxit les seves funcions. Entre 2006 i 2008 Prunariu va exercir les funcions de director de l'Oficina Romanesa de Ciència i Tecnologia a la Comissió Europea (ROST) a Brussel·les.
Actualment, Prunariu treballa per a l'Agència Espacial Romanesa com a expert dins de l'Associació Romanesa de Tecnologia i Indústria Espacials – ROMSPACE.
L'any 2012 Prunariu va ser designat com un dels 15 experts del Grup d'Experts Governamentals en mesures de transparència i confiança en l'espai exterior, establert per la Resolució 65/68 de l'Assemblea General de les Nacions Unides. Des de 1992 Prunariu és membre de l'Acadèmia Internacional d'Astronàutica, sent un dels consellers de l'Acadèmia, i des de 1994 membre del Comitè Nacional COSPAR de Romania. Des de 1992 ha representat el Govern de Romania a les sessions del Comitè de les Nacions Unides sobre els Ús Pacífics de l'Espai Exterior (UN COPUOS). L'any 2014 Prunariu va ser elegit per un mandat de tres anys com a vicepresident del Comitè de Relacions Internacionals de l'ESA.
Prunariu també va ser membre del grup de treball que va elaborar un informe sobre la seguretat espacial per a Europa en el marc de l'Institut Europeu d'Estudis de Seguretat (EUISS), emès el 2016.

### Associació d'Exploradors de l'Espai
L'any 1985 Prunariu es va unir, com un dels membres fundadors, a l'Associació d'Exploradors de l'Espai (ASE) que (a partir del 2015) compta amb més de 400 membres volats a l'espai exterior des de 36 països.

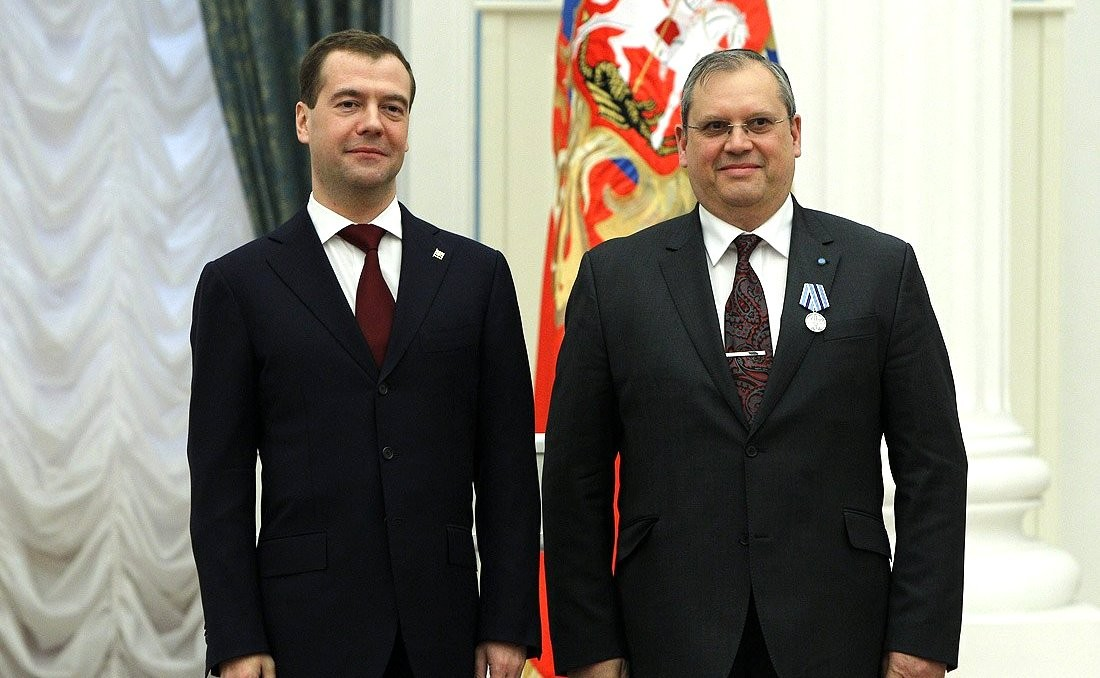
Prunariu va rebre la Medalla al Mèrit en l'Exploració Espacial pel president rus Dmitri Medvedev al Kremlin de Moscou el 12 d'abril de 2011.

Entre 1993 i 2004 ha estat el representant permanent d'ASE a les sessions del Comitè d'Usos Pacífics de l'Espai Exterior (UN COPUOS) de les Nacions Unides.
Des de l'any 1996 Prunariu és membre de la Comissió Executiva d'ASE durant dos mandats d'arbres cada un. Des de l'any 2005 Prunariu és membre del Comitè NEO de l'ASE, participant en diverses activitats importants relacionades amb el tema, i organitzant el 2007 a Romania un dels quatre tallers internacionals del Panell Internacional d'ASE sobre Mitigació de l'Amenaça d'Asteroides. Prunariu va ser la principal interfície en la promoció de l'Informe de l'ASE International Panel's Asteroid Threats: A Call For Global Response a nivell del COPUOS de l'ONU com a document de treball per als òrgans especialitzats d'aquest Comitè de l'ONU.
L'any 2016, a la 53a sessió de UN STS COPUOS, en nom de l'Associació d'Exploradors de l'Espai, Prunariu va proposar la proclamació per part de l'Assemblea General de l'ONU del Dia Internacional dels Asteroides per celebrar cada any a nivell internacional l'aniversari de l'impacte de Tunguska Sibèria, Federació Russa, el 30 de juny de 1908 i per conscienciar el públic sobre el perill d'impacte d'asteroides. La proposta va ser adoptada per l'Assemblea General de l'ONU en la seva 71a sessió l'octubre de 2016.
Els cofundadors del Dia dels Asteroides van declarar Prunariu com el 1r Ambaixador Oficial del Dia dels Asteroides pel seu gran servei i per ajudar a protegir el planeta Terra dels impactes dels asteroides.
L'octubre de 2010, en el XXIII Congrés de l'ASE, D. Prunariu va ser escollit President del nou Capítol organitzat de l'associació, ASE Europa, ocupant aquest càrrec durant 6 anys. En el XXIV Congrés d'ASE, el setembre de 2011 D. Prunariu va ser elegit per un mandat de tres anys president d'ASE Internacional.

## Publicacions
Prunariu és coautor de diversos llibres sobre tecnologia espacial i vol espacial i ha presentat/publicat nombrosos articles científics. La seva tesi doctoral va produir nous desenvolupaments en el camp de la dinàmica de vols espacials.

## Vida personal
Prunariu està casat amb Crina Prunariu, una diplomàtica retirada del Ministeri d'Afers Exteriors de Romania, i té dos fills i tres néts.
És la veu del robot BURN-E a la versió doblada al romanès de la pel·lícula d'animació WALL-E feta per Disney Pixar.

## Premis i honors
- El 1981, després de completar la missió Soiuz 40, Prunariu va rebre els premis d'Heroi de la República Socialista de Romania i Heroi de la Unió Soviètica.
- El 1982 Prunariu va rebre la medalla Yuri Gagarin de la Federació Astronàutica Internacional.
- El 1984 va rebre la medalla d'or Hermann Oberth de la Societat alemanya de coets Hermann Oberth – Wernher von Braun.
- L'1 de desembre de 2000, Prunariu va ser nomenat Gran Oficial de l'Ordre de l'Estrella de Romania.
- L'1 de desembre de 2010 el president de Romania li va atorgar l'Ordre de la virtut aeronàutica.
- El 12 d'abril de 2011 el president de la Federació de Rússia va atorgar a Prunariu la Medalla al Mèrit en l'exploració espacial.
- El 15 de novembre de 2011, Prunariu va ser elegit membre d'honor de l'Acadèmia Romanesa.
- Prunariu és Doctor Honoris Causa de diverses universitats de Romania, República de Moldàvia i EUA.
- Prunariu és ciutadà honorari de diverses ciutats de Romania.
- L'asteroide interior del cinturó principal 10707 Prunariu, descobert per l'astrònom nord-americà Schelte Bus a l'Observatori Palomar de Califòrnia el 1981, va rebre el seu nom el 13 d'abril de 2017 (M.P.C. MoMP).